# Myrsine rapensis
Myrsine rapensis là một loài thực vật thuộc họ Myrsinaceae. Đây là loài đặc hữu của Polynésie thuộc Pháp.